# Archaeopteridaceae
Archaeopteridaceae — викопна родина судинних рослин, що існувала у девонському періоді. Викопні рештки представників родини знайдені по всьому світу. У кінці девону дерева Archaeopteridaceae були домінантними у лісових екосистемах.